# Goujon-Werk

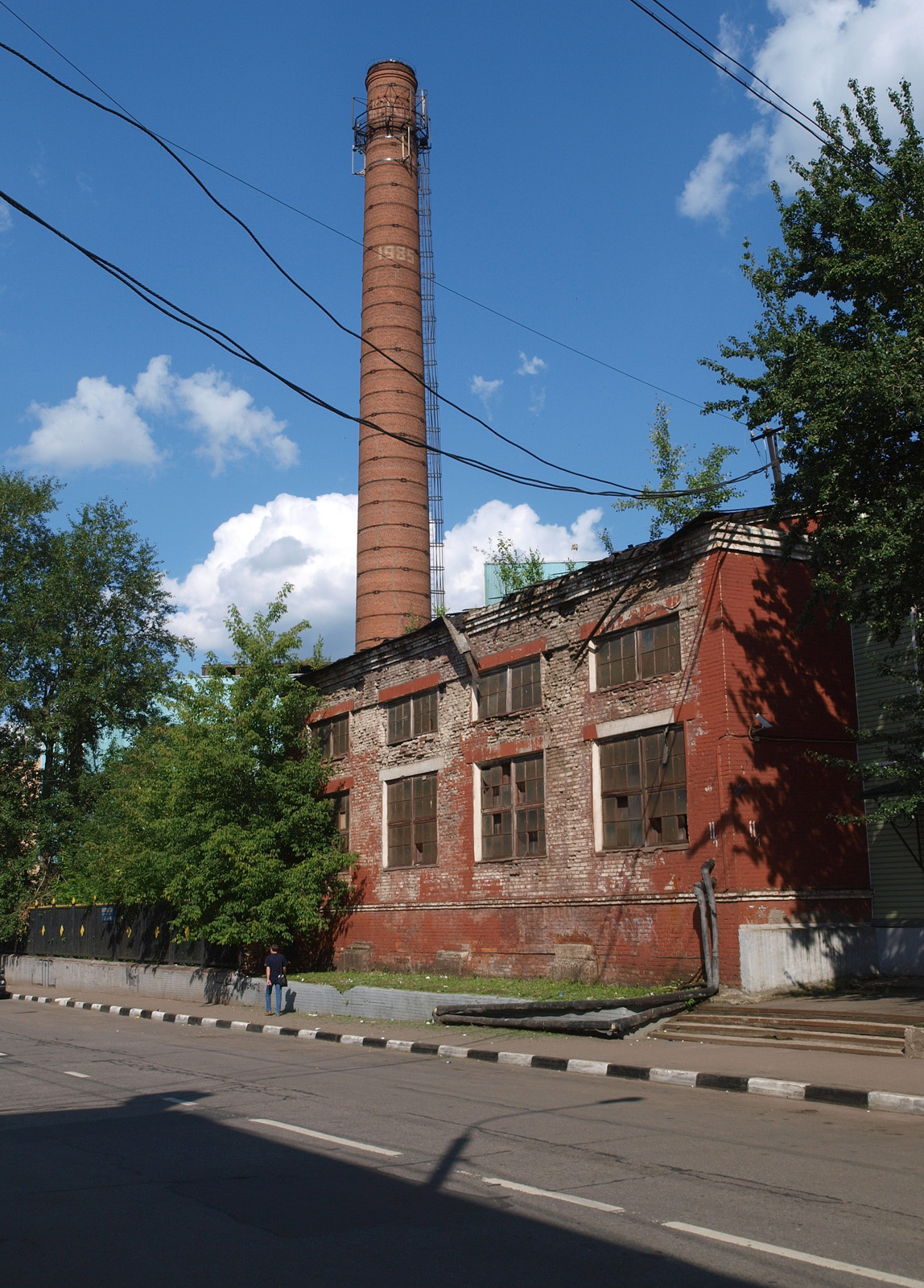
Altes Fabrikgebäude von Serp i Molot

Das Goujon-Werk (russisch Гужон Guschon) war ein Maschinenbaubetrieb im Bezirk Rogoschski von Moskau, der in der Zeit der Sowjetunion Metallurgisches Werk Sichel und Hammer (Серп и Молот Serp i Molot) benannt wurde und heute u. a. Röhren und Stahlerzeugnisse produziert.
Das Werk wurde von 1882 bis 1884 errichtet. Im Januar 1917 betrug die Stärke der Belegschaft 3270 Arbeiter. Eine Organisation der SDAPR entstand im März 1917 und zählte im Oktober 1917 75 Mitglieder. Die Abteilung der Roten Garde umfasste am 15./28. September 1917 etwa 150 Kämpfer.
Ihr Organisator war der Bolschewik J. D. Tumanow. Während des Oktoberaufstandes 1917 kontrollierten die Arbeiter den Bezirk Rogoschski, eroberten die Krutizki- (später: Aljoschinski-)Kasernen, kämpften gegen die Offiziersschüler der Alexejewski-Militärschule und gegen die Kadettenkorps in Lefortowo und beteiligten sich am Kampf um den Kreml.